# 모리시타 신이치
모리시타 신이치(일본어: 森下 申一, 1960년 12월 28일 ~ )는 일본의 전 축구 선수이다.

## 구단 경력
1983년 일본 사커 리그의 야마하 발동기(주빌로 이와타)에 입단했다. 1994년까지 243경기에 출전, 1988년에 일본 사커 리그 우승을 차지했다. 1995년 재팬 풋볼 리그의 교토 퍼플 상가로 이적했다. 1995년 재팬 풋볼 리그 준우승으로 J1리그로 승격했다. 1997년후 현역 은퇴.

## 국가대표팀 경력
그는 1985년 기린컵에 참가할 일본 국가대표팀에 발탁되었으며, 6월 4일 말레이시아와의 경기에서 데뷔했다. 1986년과 1990년 아시안 게임에도 출전했다. 그는 1991년까지 국제 A매치 통산 28경기에 출전했다.

## 통계
| 일본 | 일본 | 일본 |
| 연도 | 출전 | 득점 |
| ---- | ---- | ---- |
| 1985 | 2    | 0    |
| 1986 | 4    | 0    |
| 1987 | 10   | 0    |
| 1988 | 2    | 0    |
| 1989 | 3    | 0    |
| 1990 | 6    | 0    |
| 1991 | 1    | 0    |
| 통산 | 28   | 0    |